# ФК Шарлроа
Краљевски спортски клуб Шарлроа (фр. Royal Charleroi Sporting Club) белгијски је фудбалски клуб из Шарлроа основан 1904. године. Тренутно се такмичи у Првој лиги Белгије.

## Успеси

### Национални
- Белгијска прва лига
  - Други (1) :  1968/69.
- Куп Белгије у фудбалу
  - Финалиста (2) :  1977/1978, 1992/1993.
- Белгијска друга лига
  - Прваци (2) :  1946/47, 2011/12.
  - Други (1) :  1965/66.